# (72515) 2001 DD79
(72515) 2001 DD79 – planetoida z pasa głównego asteroid okrążająca Słońce w ciągu 3,53 lat w średniej odległości 2,32 j.a. Odkryta 16 lutego 2001 roku.